# Alfredo Garasini
Alfredo Garasini, conosciuto anche come Garassino (Buenos Aires, 1º giugno 1897 – 6 gennaio 1950), è stato un calciatore argentino, di ruolo attaccante.

## Caratteristiche tecniche
Giocava come attaccante, ricoprendo tutti i ruoli d'attacco previsti dal 2-3-5; aveva debuttato come difensore.

## Palmarès

### Club

#### Competizioni nazionali
- Copa Campeonato: 5

Boca Juniors: 1919, 1920, 1923, 1924, 1926
- Copa de Competencia Jockey Club: 2

Boca Juniors: 1919, 1925
- Copa Ibarguren: 2

Boca Juniors: 1919, 1924
- Copa Estímulo: 1

Boca Juniors: 1926

#### Competizioni internazionali
- Tie Cup: 1

Boca Juniors: 1919

### Nazionale
- Campeonato Sudamericano de Football: 1

Argentina 1925

### Individuale
- Capocannoniere della Copa Campeonato: 1

1919 (6 gol)